# Unione Generale del Lavoro
 (janvier 2024).

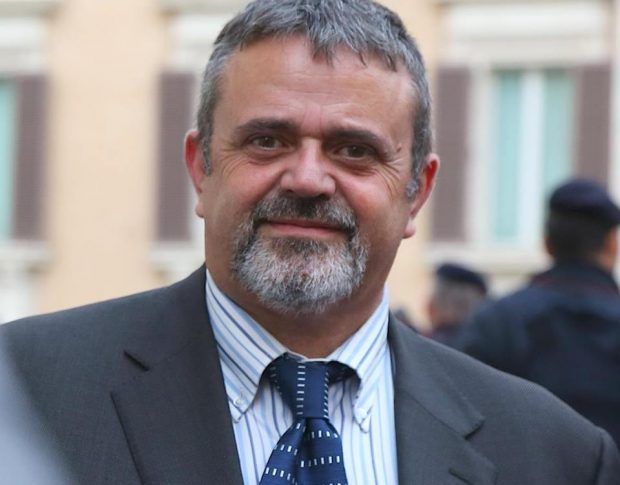
Francesco Paolo Capone, secrétaire général de l'UGL.

L’ Unione Generale del Lavoro (UGL) (Union Générale du Travail) est l’une des quatre principales confédérations syndicales italiennes, fondée en 1996 à la suite de la fusion d'une trentaine de formations syndicales mineures, provenant principalement de secteurs tels que les services postaux, la santé, les services ferroviaires et  tramway et l'emploi public, et de la CISNAL (Confederazione Italiana Sindacati Nazionali dei Lavoratori), un syndicat fondé à Naples en 1950 et proche du Mouvement social italien (MSI).
L’actuel[évasif] secrétaire général de la confédération est Francesco Paolo Capone. 
Avec environ 2 millions d’inscrits, l’UGL représente l’une des quatre grandes confédérations syndicales en Italie et travaille actuellement en étroite collaboration avec La Ligue de Matteo Salvini.
Au sein du gouvernement de coalition Ligue-Mouvement 5 étoiles, Claudio Durignon, ancien vice secrétaire général de l’UGL, a été élu parlementaire de la Ligue puis est devenu Sous-secrétaire d’État au Travail.

## Historique
Fondé en 1950 par le parti néofasciste Mouvement social italien sous le nom CISNAL (Confédération italienne syndicats nationaux travailleurs), ce syndicat prend l'appellation UGL en 1996[réf. souhaitée].
En 2018, Matteo Salvini établit un quartier général informel de la Ligue du Nord au sein du siège de l'UGL. L'UGL avait déjà précédemment prêté une salle de leur siège à des membres de la Ligue dans le cadre d'une campagne électorale.
Les plateformes de livraison de repas à domicile - Uber, Deliveroo, Glovo, Just Eat - concluent en septembre 2020 un accord social a minima avec l'UGL afin d'éviter que le gouvernement ne les contraigne à accorder des droits sociaux plus avantageux pour les livreurs. Cet accord permet également d'écarter les principaux syndicats italiens, qui entendaient défendre un accord plus favorable aux livreurs.

## Activités internationales
L'UGL entretient en France des relations avec Marine Le Pen, via son responsable des relations internationales, Gian Luigi Ferretti. Ferretti organise également en 2018 un voyage de délégation à Moscou, lors duquel la délégation fait une rencontre avec le député Alexeï Chepa (ru).